# Seticoronaria
Seticoronaria là một lớp của ngành Priapulida.